# Giovanni Domenico de Cupis
Giovanni Domenico de Cupis, o anche de Cuppi (Roma, 1493 – Roma, 10 dicembre 1553), è stato un cardinale e vescovo cattolico italiano.

## Biografia
Giovanni Domenico de Cupis nacque nel 1493 a Roma, da un'illustre famiglia originaria di Montefalco, figlio di Bernardino de Cupis e di Lucrezia Normanni, nobildonna romana di illustre casato, che aveva già avuto una figlia, Felice della Rovere, dal cardinal Giuliano della Rovere, il futuro Papa Giulio II.
In gioventù studiò legge, divenendo successivamente protonotario apostolico e canonico del capitolo della Basilica patriarcale vaticana, divenendo poi segretario di Giulio II nel 1509.
Ebbe quattro figli naturali da una donna di cui non ci è giunto il nome.
Ricevuti gli ordini sacri, venne creato cardinale presbitero nel concistoro del 1º luglio 1517, ricevendo la porpora e il titolo cardinalizio di San Giovanni a Porta Latina il 6 luglio 1517.
Il 6 febbraio 1523 divenne camerlengo del Sacro Collegio, carica che tenne fino al 2 marzo 1524.
Nominato amministratore della sede di Trani il 30 luglio 1517, rinunciò all'ufficio il 3 luglio 1551. Partecipò al conclave del 1521-1522 che elesse a pontefice Adriano VI, e nel quale decisivo risultò il suo voto all'accessus in favore del cardinale olandese,  partecipando poi al nuovo conclave del 1523 che elesse papa Clemente VII. Optò per il titolo di Sant'Apollinare il 17 agosto 1524, mantenendo però il titolo di San Giovanni a Porta Latina in commendam sino al 3 settembre 1529. Amministratore delle sedi di Macerata e Recanati dal 1528 al 29 gennaio 1535, divenne anche amministratore della sede di Adria dal 31 agosto 1528 sino alla sua morte. Scelse il titolo di San Lorenzo in Lucina il 24 maggio 1529 e venne nominato quello stesso anno governatore di Città della Pieve. Nominato cardinale-vescovo optò per la sede suburbicaria di Albano dal 22 settembre 1531, mantenendo in commendam il titolo di San Lorenzo in Lucina sino al 10 ottobre 1553.
Venne consacrato vescovo giovedì 21 dicembre 1531, nella Cappella Sistina a Roma, per mano del pontefice Clemente VII, assistito dai cardinali Alessandro Farnese, vescovo di Ostia, Antonio Maria Ciocchi del Monte, vescovo di Porto, e Andrea della Valle. Nella stessa cerimonia vennero anche consacrati Francisco de los Ángeles Quiñones, Antonio Sanseverino e Francesco Corner. Eletto vescovo di Nardò il 15 gennaio 1532, rinunciò all'ufficio il 22 maggio 1536. Divenuto amministratore della sede di Montepeloso il 13 novembre 1532, rimase in carica sino all'11 aprile 1537. Optò quindi per la sede suburbicaria di Sabina dal 16 dicembre 1532, prendendo quindi parte al conclave del 1534 che elesse a pontefice Paolo III. Scelse quindi la sede suburbicaria di Porto e Santa Rufina dal 26 febbraio 1535, passando quindi al ruolo di suddiacono del Sacro Collegio dei Cardinali. Divenuto amministratore della sede episcopale di Camerino dal 5 luglio 1535, rimase in carica sino al 5 marzo 1537.
A questo punto divenne legato apostolico nella Marca Anconitana dal 1º settembre 1536 ed optò per la sede suburbicaria di Ostia e Velletri dal 28 novembre 1537. Decano del Sacro Collegio dei Cardinali, divenne legato nelle Marche dal 1537, passando quindi al governatorato di Tivoli quello stesso anno. Nominato assieme ad altri otto cardinali nella commissione per le celebrazioni del concilio generale il 7 gennaio 1538 venne incaricato con altri tre cardinali di raccogliere i fondi per la guerra contro i Turchi dal 10 febbraio 1540. Partecipò ad una nuova commissione con altri undici cardinali per una commissione della riforma della Curia Romana e dei suoi ufficiali (27 agosto 1540). Assieme ad altri dieci cardinali divenne membro del concilio generale dal 2 novembre 1544. Partecipò al conclave del 1549-1550, che elesse pontefice Giulio III. Divenuto arciprete di Santa Maria Maggiore, aprì e chiuse la Porta d'Oro durante l'anno giubilare del 1550.
Nominato protettore di Scozia il 5 marzo 1550, divenne legato a latere a Bologna dal 9 settembre 1551. Nominato presidente della commissione di supervisione dell'annona dal dicembre del 1551, divenne protettore di Francia in quello stesso anno. Mantenne una stretta amicizia con Ignazio di Loyola, futuro santo, nonostante la cattiva opinione che il cardinale aveva di lui; dopo due ore di conversazione con il Loyola, egli cambiò però le proprie posizioni e gli chiese ufficialmente di perdonarlo per avere mal giudicato il suo operato di evangelizzazione. Per via della sua religiosità e prodigalità, i contemporanei definirono il cardinal De Cupis Ottimo tra i mortali. Egli ebbe anche il merito di aver fatto costruire la chiesa di Sant'Onofrio al Gianicolo a Roma.
Morì a Roma il 10 dicembre 1553 e venne sepolto nella chiesa cittadina di Sant'Agostino, dove già suo padre era stato sepolto nel 1507. Successivamente i suoi resti e quelli del genitore vennero trasferiti a Montefalco e sepolti nella tomba di famiglia.

## Genealogia episcopale
La genealogia episcopale è:
- Cardinale Guillaume d'Estouteville, O.S.B.Clun.
- Papa Sisto IV
- Papa Giulio II
- Cardinale Raffaele Sansone Riario
- Papa Leone X
- Papa Clemente VII
- Cardinale Giovanni Domenico de Cupis